# Estrela-bazilika
Az Estrela-bazilika (portugál nyelven: Basilica da Estrala), vagy királyi bazilika és a Santíssimo Coração de Jesus kolostora egy katolikus templom, kisbazilika és a karmelita apácák egykori kolostora Portugália fővárosában, Lisszabonban található. A hatalmas templom, tetején kupolával, egy domb tetején áll a várostól nyugatra, Lapa térségének (Nossa Senhora da Lapa à Estrela plébánia vagy egyszerűen Lapa plébánia) egyik nevezetessége, az azonos nevű plébánia névadója.

## Története
A 18. század második felében I. Mária portugál királynő és III. Péter portugál király, I. József portugál király lánya, veje és testvére, megesküdtek, hogy templomot építenek, ha lesz egy fiuk, aki örökölheti a trónt. Kívánságuk teljesült, és 1779-ben megkezdődött a templom építése. Sajnos azonban a José névre keresztelt fiú két évvel az építkezés befejezése előtt, 1790-ben fekete himlőben meghalt.
A terveket a Mafra Iskola építészei alkották meg.

## Leírása

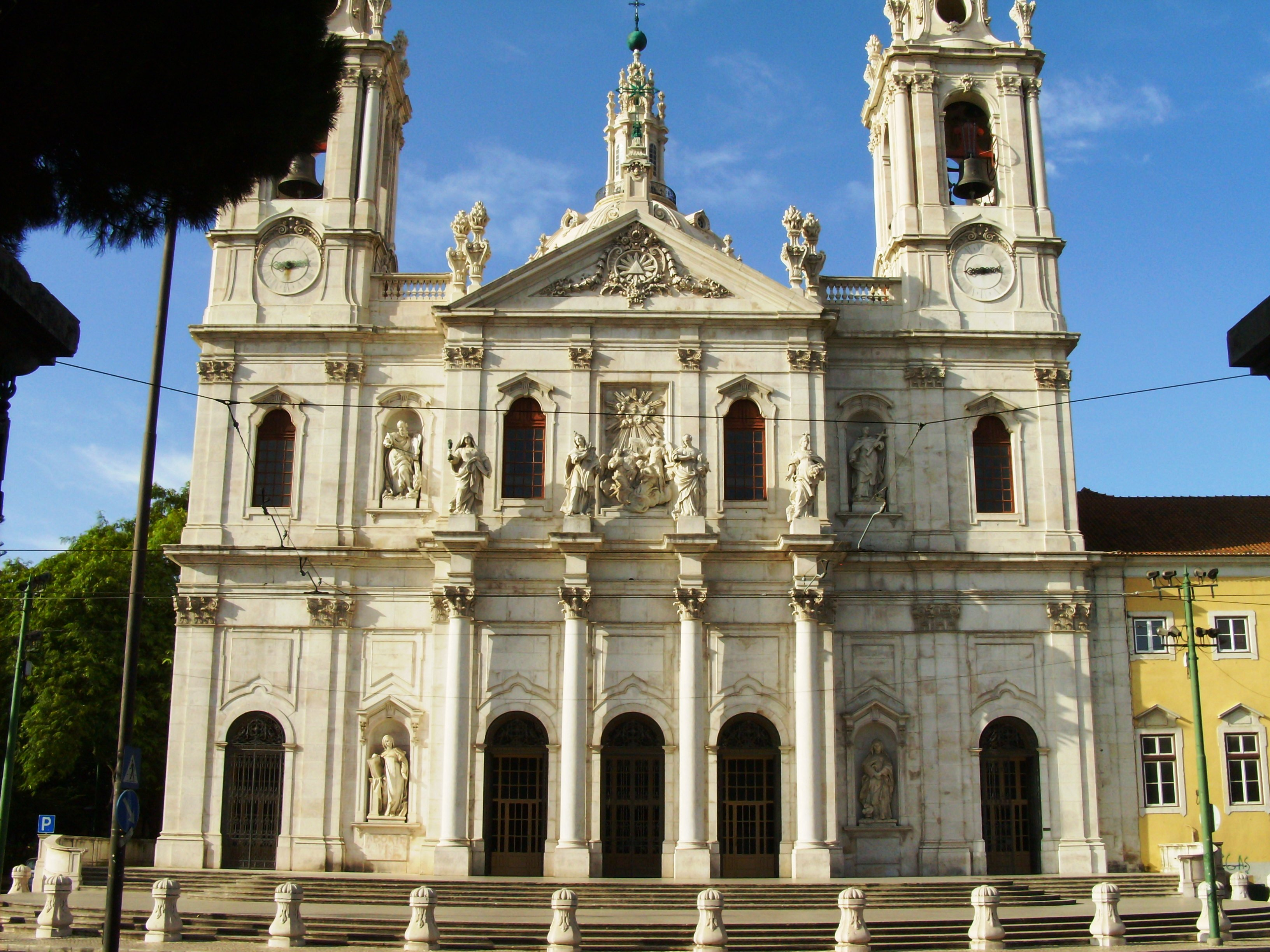
A Basilica da Estrela homlokzata

A templom késő barokk és neoklasszicista stílusjegyeket mutat.
A homlokzatot két ikertorony szegélyezi, középen pedig a Jézus Szent Szívét ábrázoló dombormű díszíti szentek szobraival (Illés, Ávilai Szent Teréz, Keresztes Szent János és Pazzi Szent Mária Magdolna) és allegorikus alakokkal (Hit, Odaadás, Hála és Szabadelvűség), Joaquim Machado de Castro és tanítványai krze alól.
A nagy, szürke, rózsaszín és sárga márvány templombelső, amelyet a kupola nyílásai világítanak meg, tiszteletteljes áhítatot kelt. Pompeo Batoni több festménye díszíti a belső teret. A Brazíliában elhunyt I. D. Mária empire stílusú sírja a jobb oldali kereszthajóban van. Egy közeli szobában látható Machado de Castro rendkívüli betleheme, amely több mint 500 parafa és terrakotta figurából áll.
Ennek a templomnak két orgonája van: a nagy orgona (1789-ben épült) és a kórus orgonája (1791). Mindkettőt António Xavier Machado e Cerveira orgonaépítő készítette. A kórus orgonáját 1998-ban restaurálták. 2009-ben jött létre a Schola Cantorum da Basilica Estrala (SCBE), amelynek küldetése, hogy Portugáliában újra aktivizálja a legjobb liturgikus zene gyakorlatát, amely hagyomány két évszázaddal ezelőtt eltűnt, míg más európai országokban ma is teljes mértékben él.

## Érdekességek

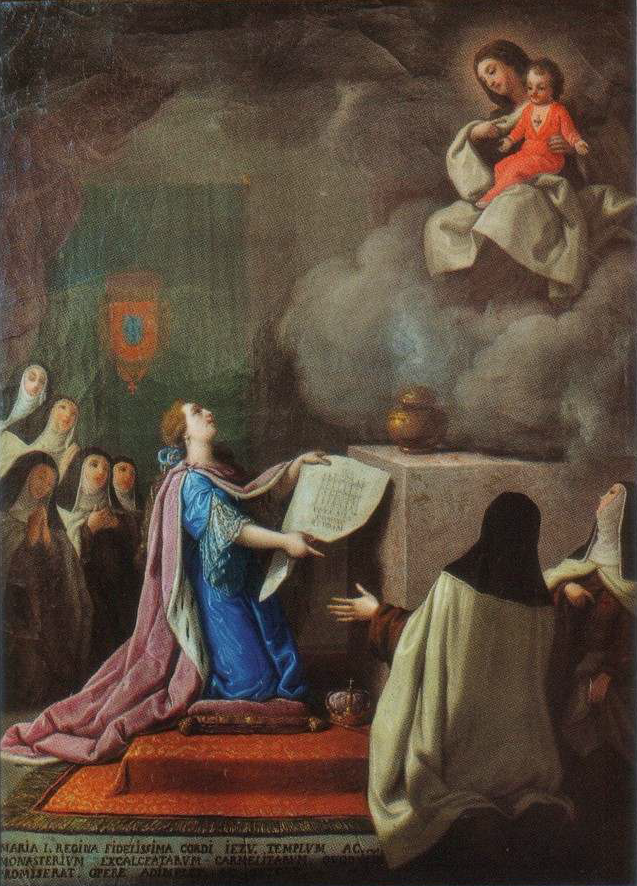
I. Mária portugál királynő felajánlja a bazilikát a Madonnának (kb. 1778), Joaquim Manuel da Rocha alkotása

A Basilica da Estrela volt az első templom a világon, amelyet Jézus Szentséges Szívének szenteltek Krisztus Alacoque-i Szent Margitnak szóló kinyilatkoztatása alapján, és később közösen az Isteni Szív Máriájáról nevezték el.
I. Mária királynő a Bragança-dinasztia egyetlen portugál uralkodója (kivéve IV. Pedro portugál királyt, Brazília császárát, aki São Paulo városában van eltemetve), aki nem a Bragança-dinasztia Panteonjában, hanem az estrelai bazilikában, amelyet ő maga építtetett.

## Fordítás
- Ez a szócikk részben vagy egészben  a   Basilica da Estrela című olasz Wikipédia-szócikk ezen változatának fordításán alapul.  Az eredeti cikk szerkesztőit annak laptörténete sorolja fel. Ez a jelzés csupán a megfogalmazás eredetét és a szerzői jogokat jelzi, nem szolgál a cikkben szereplő információk forrásmegjelöléseként.